# أكياس الفكين
أكياس الفكين الكيس هو تجويف مرضي مبطن بنسيج طلائي والذي يملأ بالمواد السائلة أو اللينة وعادة ما ينمو من الضغوط الداخلية الناتجة عن السوائل المصروفة إلى التجويف بسبب التناضح (الضغط الهيدروليكي). عظام الفكين، الفك السفلي والفك العلوي، هم العظام الأكثر شيوعا للأكياس في جسم الإنسان. وذلك نظراً للكمية الوفيرة من البقاوة الظهارية التي يمكن تركها في عظام الفكين. يتم تشكيل مينا للأسنان من الأديم الظاهر (الطبقة المنتشة الطبيعية للجلد والغشاء المخاطي)، ولذلك البقايا الظهارية يمكن أن تترك في العظام أثناء التكون السني (تطورالسن). عظام الفكين تتطور من العمليات الجنينية التي تلتحم مع بعضها، ويمكن أن يحصر نسيج الأديم الظاهر على طول هذا الالتحام. هذه الظهارية «المستريحة» (تسمى أيضا بقايا الخلية) عادة ما تكون خاملة أو تخضع للضمور، ولكن، عندما تثار، يمكن أن تشكل كيس. أسباب لماذا الظهارية المستريحة قد تتكاثر وتخضع للتحول الكيسي غير معروفة عموما، لكن يعتقد أن الالتهاب عامل رئيسي. ارتفاع معدل انتشار انحشار الأسنان والتهابات الأسنان التي تحدث في عظام الفكين أيضا مهم لشرح لماذا الأكياس تكون أكثر شيوعا في هذه المواقع.
تسمى الأكياس التي تنشأ من الأنسجة التي سوف تنمو إلى أسنان بالحالة الطبيعية بالأكياس سنية المنشأ. وتسمى أكياس الفكين الأخرى بالأكياس غير سنية المنشأ. تتشكل الأكياس غير سنية المنشأ من الأنسجة الأخرى التي لا تشارك في نمو الأسنان، وبناء على ذلك قد تحتوي على تراكيب مثل خلايا ظهارية من الأنف. ومع نمو الكيس من الضغط الهيدروليكي يسبب ارتشاف العظم حوله، وقد يسبب حركة الأسنان أو التراكيب الحيوية الأخرى مثل الأعصاب والأوعية الدموية، أو ارتشاف جذور الأسنان. معظم الأكياس لا تسبب أي أعراض، ويتم اكتشافها في الصور الشعاعية السنية الروتينية. قد لا تتطلب بعض الأكياس أي علاج، ولكن إذا كان العلاج مطلوبا، فهو يتضمن عادة بعض الجراحات البسيطة لإزالة الكيس جزئياً أو كلياً في إجراء يتم على مرحلة واحدة أو مرحلتين.

## التصنيف

### الأكياس سِنِّيَّةُ المَنْشَأ

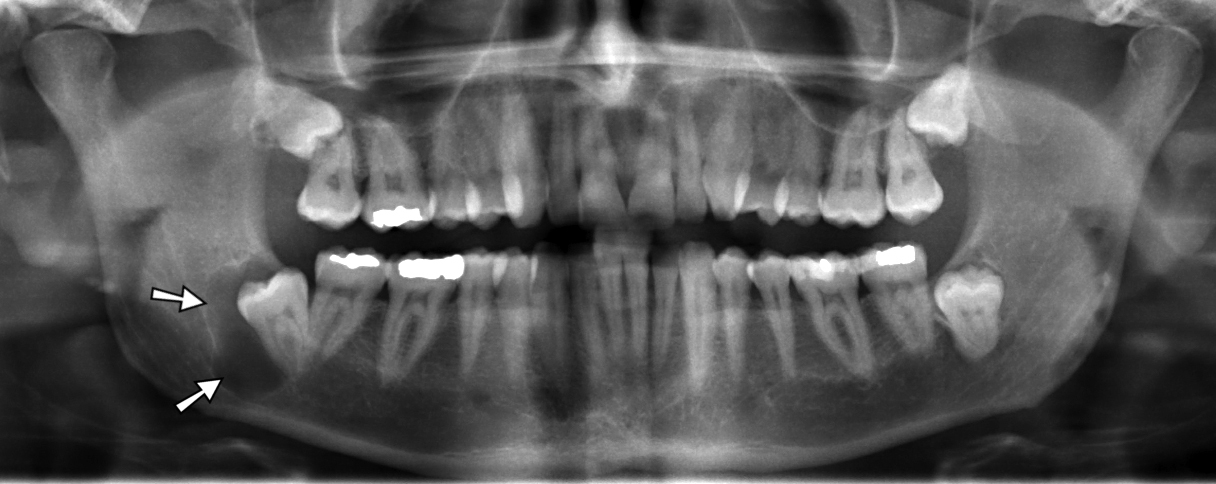

الأكياس سنية المنشأ لها أصول نسيجية في خلايا البنية السنية. بعضها الالتهابي بينما البعض لآخر نمائي
• كيسة جذرية هي الأكثر انتشارا (ما يصل إلى ثلثي جميع أكياس لفكين). هذا الكيس الالتهابي نشأ كرد فعل للنخر السني اللبي.
• كيسة حاوية على السن هوالكيس الثاني أكثر انتشارا، مرتبط مع تاج السن المطمور.
• كيسة كيراتينية سنية المنشأ والذي يعتبر الآنورم، وبالتالي يدعى ورم الكيراتيني سني المنشأ. قد تترافق هذه الآفة مع متلازمة سرطانا لخلايا القاعدية الوحمية.
• الكيس التشعبي الشدقي الذي يظهر في منطقة التشعب الشدقية لأول أضراس رحية السفلية في النصف الثاني من العقد الأول من العمر.
• كيس البزوغ كيس صغير في اللثة مع بزوغ السن، ويتشكل من جريب سنى ي متنكس.
• كيسة بدئية الاعتقاد السابق على أنها كيانا فريدا. وقد ثبت أن معظم هذه الأكياس البدائية أو رامكيراتينية سنية المنشأ.
• كيسة تقويمية كيراتينية سنية المنشأ هو كيسة كيراتينية سنية المنشأ غير نموذجية.
• كيسة لثوية لحديثي الولادة كيسة اشتمالية من بقاوة الصفيحة السنية على لثة حديثي الولادة.
• كيسة لثوية للبالغين نسيج لين متغير منكيسة دواعم السن الجانبية.
• كيسة دواعم السن الجانبية كيسة غير التهابية (ضد الكيسة الجذرية) على جانب الأسنان مستمدة من بقاوة الصفيحة السنية.
• كيس سني المنشأ مكلس آفة نادرة مع ميزات كيسية وورمية وتنوع كبير في الظهور، نسيجي أو تشخيصيا .
• كيس سني المنشأ غدي كيس مبطن بخلايا ظهارية كالتي في الجهاز التنفسي واحتمال تجدد حدوثه ذو خصائص مماثلة لحد متفاوت إلى السرطان المخاطي البشروي من الدرجة المنخفضة.

### أكياس نمائية / غير سنية المنشأ
هنا كالعديد من الأكياس النمائية في الرأس والرقبة أكثرها التي تتشكل في الأنسجة اللينة بدلا من العظام. هنا كأيضا العديد من الأكياس، كان يعتقد في السابق أنها نشأت من بقاوة ظهارية محجوزة في الخطوط الجنينية الملتحمة، ويعتقد الآن أن معظمها سنية المنشأ في الأصل أو أنسببها غيرمعروف.مدرجة أسمائهم من أجل اكتمالها. 

#### الأكياس النمائية الفكية
• كيسة القناة الأنفية الحنكية، الكيس النمائي الفكي الأكثرها شيوعا، يظهرفقط في الخطأ لنا صففي الفك العلوي.

#### الأكياس النمائية في الأنسجة الرخوة المحيطة بالفكين
• الأكياس الحنكية لحديثي الولادة «لآلِئُإ يبشتاين»( كتل صفراء صغيرة على سطح الحنك العظمي للوليد)
• كيسة أنفية شفوية (الكيس أنفية سنخية)
• كيسة بشرانية للجلد
• كيسة جلدانية
• كيسة القناة الدرقية اللسانية
• كيسة الفلح الخيشومي (كيسة لمفية ظهارية عنقية)
• كيسة لمفية ظهارية فموي

#### الأكياس النمائية ذات مسببات مختلف عليها
• كيسة فكية علوية كروية
• كيسة حنكية ناصفة
• كيسة الفك السفلي الناصفة

## العلامات والأعراض
ونادرا ما تسبب الأكياس أي أعراض، إلا إذا أصبحت عدوى ثانوية. لعلامات تعتمد في الغالب على حجم ومكان الكيس. إذا لم يتوسع الكيس خارج الحدود التشريحية الطبيعية للعظم، لنيكون هنا ككتلة مجسوسة خارج أو داخل الفم. الغالبية العظمى من الأكياس تتوسع ببطء، والعظام المحيطة بها لديها وقت لزيادة كثافتها حول الآفة، وذلك محاولة من الجسم لعزل الآفة. الأكياس التي توسعت خارج حدود التشريحية الطبيعية للعظم لاتزال مغطي في كثير من الأحيان بطبقة رقيقة من عظام جديدة. في هذه المرحلة، قد يكون هنا كعلامة يطلق عليها «تصدع قشر البيض»، حيث تتشقق الصفيحة القشرية الرقيقة عندما يتم تطبيق الضغط. يمكن أن يشعر بكتلة، التي قد تكون قاسية إذا ما زال هناك عظام يغطي الكيس، أو متموجة إذا تآكل الكيس من خلال العظام المحيطة به. قد يصبح الكيس مصاب بالعدوى تماما، ويفرغ في التجويف الفموي عن طريق الجيوب. قد ترخى الأسنان المجاورة، تميل أو حتى تنتقل جسميا. نادرا ما يتم ارتشاف جذورالأسنان، وهذا يتوقف على نوع الكيس. العصب السنخي السفلي يمر عبر الفك السفلي ويغذي الإحساس للشفة السفلى والذقن. مع توسع معظم الأكياس ببطء، لن يكون هناك تغير (التخدير أوالمذل)، لأن مع مرور الوقت القناة السنخية السفلية تغلف أو تنزح دون أن تسبب أذى. الأكياس الأكثر عدوانية، أو التهاب الحاد في أي الكيس قد يسبب تغير بالإحساس.

## التشخيص
يتم اكتشاف معظم الأكياس كفرصة إيجاد في التصوير الإشعاعي الروتيني للأسنان. على الأشعة السينية، تظهر الأكياس على النحو مناطق شفيفة للأشعة (داكنة) مع حدود ظليلة للأشعة (بيضاء). الأكياس عادة ما تكون وحيدة المسكن، ولكنها قد تكون أيضا متعددة المساكن. أحيانا يستخدم الشفط لمساعدة تشخيص الآفة الكيسية، على سبيل المثال شفط السوائل من الكيس الجذري قد يظهر القصبة ملونة وقد يظهر وميض بسبب محتوى الكولسترول. في أغلب الأحيان تقريبا، يتم إرسال بطانة الكيس إلى اِخْتِصَاصِيُّ الباثولوجيا أو لفحص مرضيات الأنسجة – باثولوجيا الأنسجة بعد أن يتم إزالتها جراحيا.وهذا يعني أن التشخيص الدقيق لنوع الكيس غالبا ما يتم بأثر رجعي.

## العلاج
عندما يتطلب العلاج، وذلك عادة عن طريق الاستئصال الجراحي للكيس. هنا كأربع طرق يدار بها الأكياس:
• الاستئصال التام- إزالة الكيس بأكمله
• التوخيف – إنشاء منفذ في جدار الكيس، مما يسمح للمحتويات بأن تصرف. ويتم ترك المنفذ مفتوح، عدم وجود الضغط داخلا لكيس يسبب انكماش الآفة، وتبدأ العظام المحيطة بها بالامتلاء من جديد.
• الاستئصال التام بعد التوخيف – في بعض الأحيان يتم تنفيذ التوخيف باعتباره إجراء واحد، ولكن عادة ما يتبعه إجراء ثاني لإزالة الكيس. وهذا ينطبق بشكل خاص عندما تكون الأكياس كبيرة جدا وإزالتها تترك عيب جراحي كبير.
• الاستئصال التام مع الكشط – وهو إزالة الكيس والقليل من العظام المحيطة به، والذي قد يحتوي على القليل من بطانة الكيس.

## توقعات سير المرض
التكهن يعتمد على نوع وحجم وموقع الكيس. معظم الأكياس حميدة كليا، وبعضها قد لا تحتاج إلى العلاج. نادرا، بعض الآفات الكيسية تمثل أورام عدوانية محليا والتي قد تسبب تدمير العظام المحيطة إذا تركت دون علاج. وعادة ما يتم إزالة هذا النوع من الكيس مع هامش من العظام الصحيحة لمنع تكرار حدوث أكياس جديدة. إذا توسع الكيس إلى حجم كبير جدا، قد يضعف الفك السفلي بحيث يحدث كسر مرضي.

## الوَبائِيَّات
الأكياس الجذرية هي الآن الأكياس الأكثر شيوعا التي تحدث في الفكين.